# Forcelles-Saint-Gorgon
Forcelles-Saint-Gorgon è un comune francese di 151 abitanti situato nel dipartimento della Meurthe e Mosella nella regione del Grand Est.

## Società

### Evoluzione demografica
Abitanti censiti